# Координатна сітка
Координатна сітка — сукупність тонких суцільних ліній на кресленні, які відповідають певним значенням координат у прямокутній чи полярній системі координат.

## Загальний опис
Координатні сітки бувають рівномірні та нерівномірні. У рівномірних координатних
сіток ординати та абсциси мають рівномірну шкалу.
Нерівномірна координатна сітка використовується для більшої наочності у випадках, коли функція має різко змінюваний характер. З нерівномірних координатних сіток найбільшого поширення набули напівлогарифмічні, логарифмічні та імовірнісні.
Напівлогарифмічна сітка має рівномірну шкалу на ординаті та логарифмічну шкалу на
абсцисі.
Логарифмічна координатна сітка має на двох осях логарифмічні шкали.
Імовірнісні координатні сітки мають на ординаті, як правило, рівномірну шкалу, а на
осі абсцис — імовірнісну шкалу.
Доцільність використання нерівномірної функціональної сітки пояснюється, крім вищезазначеного, бажанням представити функцію, що досліджується, у вигляді прямої, що підвищує точність побудови. При цьому здійснюється так зване вирівнювання, тобто криву, що побудована за дослідними даними, представляють лінійною функцією.
Масштаб за координатними осями, як правило, використовують різний. Від його вибору
залежить форма графіка — він може бути пласким (вузьким) або витягнутим (широким)
вдовж осі. Вузькі графіки дають більшу похибку на осі ординат, широкі на осі абсцис. Правильно підібраний масштаб дозволяє підвищити точність відрахування. Розрахункові графіки, що мають екстремум функції або який-небудь складний вигляд, особливо ретельно потрібно креслити у зонах вигину. На таких ділянках кількість точок для накреслення графіка повинно бути істотно більшою, ніж на плавних ділянках.